# Ubuntu Edge
Ubuntu Edge は、カノニカルが開発を予定していたスマートフォンである（カノニカルは、本端末をスーパースマートフォンと位置づけている）。本端末は、カノニカルのオペレーティングシステムであるUbuntuをベースとした高機能スマートフォンである。また、カノニカルが Indiegogo 上で募集しているクラウドファンディングのプロジェクト名でもある。本プロジェクトにおいては、期限内（2013年7月22日〜8月21日）に目標の金額である$32,000,000米ドルに達成しない場合は開発が中止になる予定であり、最終的に$12,814,196しか調達できなかった。

## 特徴
Ubuntu Edgeは、一般販売が予定されておらず、ハイエンドスマートフォンを求めるアーリーアダプター向けに実験的デバイスとして開発される予定であった。そのため、これまでのスマートフォンに比べて極めて高いスペックを有している。主な特徴を以下に示す。
- モバイル環境とデスクトップ環境と統合した“コンバージェンススーパースマートフォン"である。つまり、単独ではスマートフォンとして使用し、これをディスプレイとキーボードに接続した際にはデスクトップ環境として使用できるというコンセプトである。
- サファイアガラスを用いたディスプレイを採用。カノニカルによると、ダイアモンド以外の全てのものからの傷を守ることができる。
- バッテリーにシリコンアノード・リチウムイオン電池を採用。これにより、従来用いられてきたバッテリーに比べて、長時間の駆動と高速充電が可能になる。
- マルチコアCPU、大容量のメモリとSSDを搭載。これは、フルデスクトップ環境を動作させるに十分な容量とされている。

本スマートフォンは Android と Ubuntu Touch のデュアルブートである。Android を搭載した理由としては、Ubuntu Touch 向けアプリの少なさを補うためと推測されている。
製造メーカー・CPU・GPU は未定であった。

## Indiegogoにおけるクラウドファンディング
Ubuntu Edge は、クラウドファンディングによる資金調達方式を採用していた。目標金額は3200万米ドル（約32億円）である。この資金を元に4万台の端末を製造する予定であった。本プロジェクトは、単純な資金調達目的だけではなく、クラウドファンディングによって開発者やイノベーターとアーリーアダプターを直接繋ぐ社会実験としての意味合いもあるということがカノニカル創設者マーク・シャトルワースによって説明された。募集開始時点における、Ubuntu Edgeの権利(perk)の価格は830ドルであった（ただし、募集初日は台数限定で600ドル）。2013年7月22日にクラウドファンディングの募集が開始され、最初の5時間で100万ドルに達した。また24時間後には300万ドル以上集めることに成功した。その後、Ubuntu Edgeのperkの価格が625から830ドルのスライド方式に変更された。様々なキャンペーンが行われた結果、開始から10日後に目標金額の25%を達成した。また、8月8日には、Ubuntu Edgeの価格がスライド方式から695ドルの固定制に変更された。しかし、最終的には$12,814,196しか調達できず、全額返金となった。

## 参照
1. ↑  Ubuntu Edge: introducing the hardware 2013年7月22日
2. ↑  Ubuntu Edge developer.ubuntu.com, 2013年07月22日 2014年8月24日時点のオリジナルよりアーカイブ
3. ↑  「Ubuntu Edge」がコンピューティングの世界を変える？ ZDNet Japan, 2013年08月07日
4. ↑  スマホのクラウド調達、「Ubuntu Edge」は3200万ドル達成なるか？ ASCII.jp, 2013年08月07日